# Світ-системний підхід

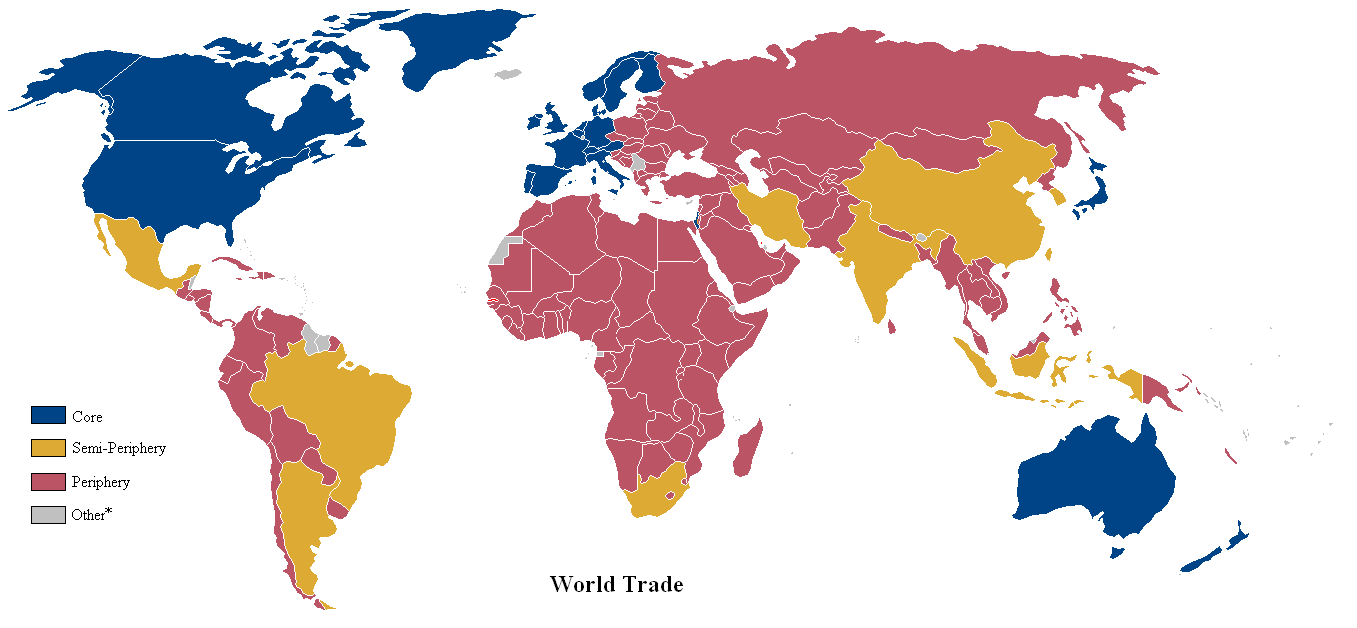
Світова мапа країн, країни розмежовані на країни центру (синій), напівпериферії (жовтий) та периферії (червоний). За Дюнном, Каваною та Бревером (2000).

Світ-системний підхід (також світ-системна теорія та світ-системний аналіз) — міждисциплінарний погляд на розвиток світової історії та світової економіки як на взаємодію центрів та периферії у відокремлених один від іншого світах-економіках. Підхід продовжує традиції історичного матеріалізму Карла Маркса, хоча не всі прихильники світ-системного підходу марксисти, і не всі марксисти є прихильниками світ-системного підходу.

## Основні положення
Світ-системний аналіз спирається на інтеррегіональний та транснаціональний розподіл праці, який розділяє світ на країни центру, країни напівпериферії та країни периферії. Країни центру зосереджуються на висококваліфікованому, капіталоємному виробництві, а решта світу — на низькокваліфікованому, працемісткому виробництві та добувані первинної сировини. Незважаючи на це, система є динамічною, зокрема через революції у транспортних технологіях, і окремі країни можуть отримувати або втрачати статус центру (напівпериферії, периферії). На певний період часу деякі країни ставали гегемоніями; впродовж останніх декількох століть, впродовж яких світ-система розширилась географічно та стала сильнішою економічно, цей статус переходив від Нідерландів до Великої Британії, а в останній час — до Сполучених Штатів.

## Витоки

### Іммануїл Валлерстайн
Засновником школи світ-системної теорії був американський соціолог Іммануїл Валлерстайн. Окрім неомарксистських мислителів світ-системний підхід розвивали представники школи анналів, зокрема Фернан Бродель, прихильники теорії залежності тощо.
Валлерстайн характеризує світ-систему як низку механізмів, що перерозподіляють ресурси від периферії до центру. За його термінологією центр — це розвинута частина світу-системи, а периферія — відстала і бідна, в основному постачальник сировини. Ринок виконує функцію перерозподілу, сприяючи експлуатації периферії центром.
Окрім того, Валлерстайн виділяє чотири часові риси економічного розвитку: циклічні ритми, що відображають короткотривалі флуктуації в економіці, вікові тенденції, протиріччя та кризи
Він розглядає підйом світ-системи, починаючи з 15 століття, коли європейська феодальна економіка пережила кризу та трансформувалася у капіталістичну. Європа (Захід), маючи перевагу в розвитку та поширеності індустріалізації та капіталістичної економіки, використала свої переваги та досягла контролю майже над усією світ-системою, що не прямо, але мало наслідком міжнародну нерівність.

## Основні поняття
Світ-системний аналіз розглядає капіталізм, як історичну та соціальну систему, що інтегрує варіації форм праці у функціональний розподіл праці (світ-економіка). Країни не мають окремих економік, але є включеними до світ-економіки. Не будучи окремим суспільством, світ-система затверджує потрійний розподіл праці між центром, напівпериферією та периферією. У центральній зоні акумулюється більшість світових активів.
Існує декілька підходів до віднесення певної країни до однієї із зон. У 2004 році, описуючи відносини між двома країнами, Піана означив «центр» як сукупність «вільних країн», що домінують над іншими і не домінуються іншими, «напівпериферію» як сукупність країн, над якими домінують, але в той же час вони самі домінують над іншими, і «периферію» як сукупність країн, над якими домінують. Цей розподіл країн був зроблений на основі строгого емпіричного визначення поняття домінування.
Пропоненти світ-системного аналізу розглядають світову стратифікаційну систему так, як Карл Маркс розглядав соціальний клас (власність проти відсутності власності на засоби праці), а Макс Вебер розглядав клас. Центральні народи в основному мають у власності та контролюють основні засоби виробництва у світі та виконують виробничі завдання, що потребують вищого рівня кваліфікації. А країни периферії мають у власності зовсім невеликий відсоток засобів виробництва, навіть якщо вони перебувають на їхній території, і займаються менш кваліфікованою роботою. Як і класова позиція в межах однієї нації, позиція в світ-економіці має наслідком нерівномірний розподіл ресурсів. Країни центру отримують більшу частину надлишкової продукції, а країни периферії — меншу. Окрім цього центр часто має можливість отримувати від периферії сировину для виробництва за низькими цінами та запитувати вищі ціни за експорт у нецентральні країни.
Даніель Чірот визначає такі п'ять переваг, які отримують країни центру через домінування над периферією:
1. Доступ до великої кількості сировини
2. Дешева наймана праця
3. Прибуток від прямих капіталовкладень
4. Ринок для експорту
5. Кваліфіковані працівники через міграцію цих людей із периферії у центр.[5]

За Валлерстайном унікальною ознакою сучасної світ-системи є її капіталістична природа, глобальна природа і те, що це світ-економіка, яка не може бути політично поєднаною у світ-імперію.

### Країни центру
- Найбільш економічно розвинуті та впливові (економічно та політично)
- Мають сильну центральну владу, екстенсивно розвинутий бюрократичний апарат та потужну армію
- Мають складні державні інститути, що допомагають проводити вигідні їм економічні операції, як зовнішіні, так і внутрішні
- Мають визначену систему податків, що дозволяє цим інститутам забезпечувати інфраструктуру для сильної економіки
- Індустріалізовані; радше експортують промислові товари, ніж первинну сировину
- Часто є одними з перших у новітніх технологіях та виробництві. Сучасним прикладом може слугувати першість у виробництві високотехнологічної електроніки та біотехнологічній промисловості.
- Має яскраво виражену буржуазію та робітничий клас
- Має визначені засоби впливу на нецентральні країни
- Відносно незалежні від зовнішнього контролю

Впродовж історії модерного світу існували групи центральних країн, що конкурували між собою за доступ до світових ресурсів, економічне домінування та гегемонію над іншими країнами. В певний час у центрі знаходилась лише одна країна. На думку Валлерстайна центральна країна тоді домінує над іншими, коли має такі три форми домінування протягом певного періоду часу:
1. Домінування у продуктивності дозволяє країні виробляти більшу кількість продукції за нижчими цінами відносно до інших країн
2. Домінування у продуктивності може мати наслідком домінування у торгівлі, тобто у домінуючих країн купують більше, ніж вони купують у інших
3. Домінування у торгівлі може мати наслідком фінансове домінування, тобто в країну входить більше грошей, ніж виходить. Банки центральних країн отримують вплив на світові фінансові ресурси.[7]

Впрововж історії центральну зону займали країни північно-західної Європи (Англія, Франція, Нідерланди), а пізніше — інші частину світу (наприклад, США).

### Країни периферії
- Менш економічно розвинені
- Мають відносно слабку владу
- Мають відносно слабші інститути оподаткування, що унеможливлює підтримку розвитку інфраструктури
- Схиляються до підтримки одного виду економічної активності, часто це видобування та експорт первинної сировини до країн центру[2][8]
- Менш індустріалізовані
- Виступають об'єктом інвестицій транснаціональних (мультинаціональних) корпорацій країн центру, що шукають недорогу некваліфіковану робочу силу
- Мають невеликий клас буржуазії та великий прошарок сільського населення
- Велика кількість населення перебуває у бідності та має низький рівень освіти
- Нерівність є яскраво вираженою, бо невеликий вищий клас володіє більшістю земель та має стійкі зв'язки із транснаціональними корпораціями.

Історично до периферії належали неєвропейські країни, наприклад, країни Латинської Америки та Субсахарської Африки.

### Країни напівпериферії
Країни напівпериферії — це ті, які знаходяться між центром та периферією. Вони прямують до індустріалізації та розвиненої економіки. Такі країни часто мають доволі розвинену економіку, проте не домінують у світовій торгівлі. Одні науковці, такі як Чірот, вважають, що напівпериферійні країни не є об'єктом для зовнішніх маніпуляції, а інші, наприклад Барфілд, стверджують, що із центром вони мають «периферійні» відносини. Перебуваючи в залежності від центрів, напівпериферії одночасно поширюють свій вплив на периферії. Крім того напівпериферії часто виступають буферами між центром та периферією.
Напівпериферії можуть виникати із розвинених периферій або ж із занепадаючих центрів.
Історичним прикладом напівпериферії можуть слугувати Іспанія та Португалія, які втратили свою центральну позицію, але їм вдавалося зберігати вплив у Латинській Америці. Вони імпортували срібло та золото із своїх американських колоній, але потім мали використовувати його для оплати промислових товарів із таких центральних країн як Англія та Франція.

### Зовнішній простір
До зовнішнього простору відносяться країни, що підтримують основний соціальнонеобхідний розподіл праці без включеності до капіталістичної світ-економіки.

## Критика
Світ-системна теорія зазнала критики; особливо за надмірну сфокусованість на економіці та недостатній — на культурі, а також за надмірну увагу до зон, а не до держави.
Відповідно до Валлерстайна критика світ-системного підходу надходить із чотирьох джерел: від позитивістів, від ортодоксальних марксистів, від прихильників державної автономії та культурологів. Позитивісти критикують підхід як такий, що занадто схильний до генералізацій, недостатньо підкріплений емпіричними даними. Ортодоксальні марксисти критикують світ-системний підхід за віддаленість від основних принципів ортодоксального марксизму, таку як не надавання достатньої ваги концепту соціального класу. Прихильники державної автономії критикують теорію за стирання меж між державами та структурами бізнесу. Більше того і позитивісти, і ортодоксальні марксисти, і прихильники державної автономії наголошують на тому, що основною одиницею аналізу має виступати держава. І на кінець культурологи наголошують на тому, що світ-системний аналіз бере до уваги забагато економічних факторів, але замало вивчає культуру.
Словами Валлерстайна:
| Ліві лапки | Коротко, більшість критиків світ-системного аналізу критикують те, що він явно називає власною перспективою. Світ-системний аналіз вважає ці види аналізу обмеженими та пропонує не зважати на них. | Праві лапки |

Однією із фундаментальних проблем світ-системної теорії є припущення, яке визначає, що її концентуальними одиницями є соціальні системи. Основний аргумент світ-системи — це те, що в 16 столітті капіталістична світова економіка розвинулася в те, що можна назвати світ-системою.

## Сучасні дослідження
Теорія Валлерстана є широко поширеною у всьому світі. У Сполучених Штатах, однією із шкіл, яка розробляє світ-системний аналіз є Центр досліджень економіки, історичних систем та цивілізацій імені Фернана Броделя, у Бірмінгемському університеті. Серед найважливіших видань, що займаються даною проблематикою, є Журнал світ-системного підходу, що видається відділом політичної економіки світ-систем Американської соціологічної асоціації, та Огляд, що видається Центром Броделя. В Україні світ-системними розробками в контексті соціології глобалізації займається Т. Цимбал. Здійснювалися спроби включення напрацювань у межах світ-системного підходу до дискусій в Україні щодо євроінтеграції та окреслення статусу України в сучасній світ-системі.